# 팬택앤큐리텔

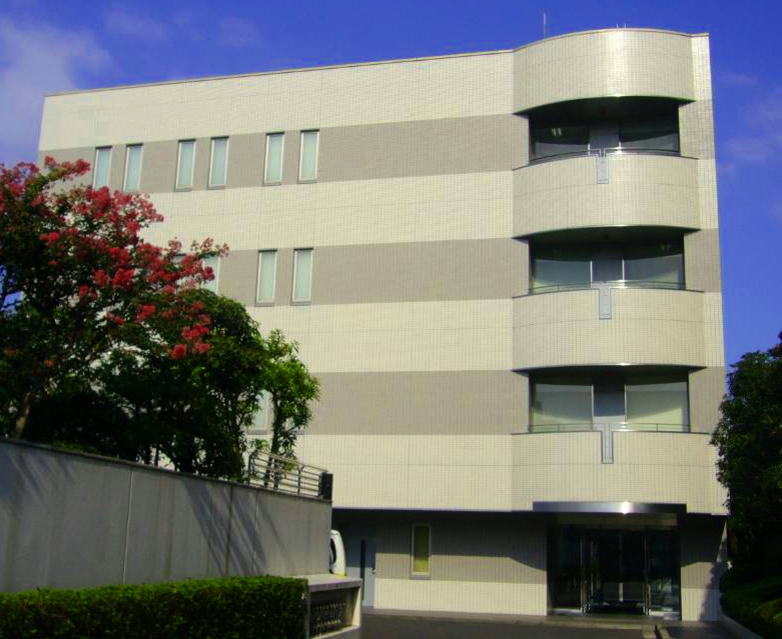

팬택 앤 큐리텔(PANTECH & CURITEL)은 팬택의 휴대폰 제조 회사였다.
1993년 현대전자의 통신 부문으로 출발하였다. 2001년 5월 1일 '현대큐리텔'로 분리되었으며, 그 해 말에 KTB네트워크와 컨소시엄을 구성한 팬택에게 인수되었다. 2002년 3월에 '큐리텔'로 사명을 바꿨으며, 같은 해 8월에는 '팬택 앤 큐리텔'로 변경했다. '큐리텔'은 퀴리 부인과 텔레커뮤니케이션(Telecommunication)의 합성어로 지어진 것이다.
팬택 앤 큐리텔은 'T슬라이드폰(PT-S110)', 동그란 모양의 '게임폰(PH-S3500)', 캠코더 기능이 강화된 '캠코더폰(PH-L4000V)' 등 다른 경쟁사들과 다른 색다른 디자인과 기능으로 주목을 모았다. 2002년 11월에는 세계 최초로 33만 화소급 카메라폰을 출시하여, 듀얼 컬러폰 중심의 휴대폰 시장을 카메라폰 중심으로 바꾸어 휴대폰 업계의 리더로 자리잡았다.
팬택계열은 2007년 이후로부터는 더 이상 큐리텔 브랜드의 신제품을 내놓지 않고 베가 제품에만 주력하겠다는 발표 이후로 큐리텔 브랜드가 없는 주문자 상표 부착 생산 단말 몇 종 생산 그리고 일본수출향 A1405PT 등을 생산하다가, 팬택과 합병 전에는 캔유 제품만을 생산하는 것에만 집중했다.
팬택 앤 큐리텔은 2009년 12월 31일에 팬택과 합병하게 되었으며, 그에 따라 현대전자 독립 이후로 쓰이던 큐리텔의 사명 사용은 완전히 종료되었다.

## 팬택 앤 큐리텔 단말기 목록 (캔유 제품 제외)
- PD-6000
- PS-E100
- PG-S1200 셀롤러폰, 3D Sound폰
- PG-L5000
- PG-S5500C / PG-K5500C
- PG-K6000V 캠큐 메가픽셀폰
- PG-K6500 디카폰
- PG-L8000

- LT-6000
- LT-7000 MP3
- PH-S1000
- PH-K1000
- PH-L1000
- PH-S1500
- PH-K1500 Dica Look 슬라이드
- PH-K2000
- PH-L2000C
- PH-S2000M
- PH-K2500V 말하는 휴대폰
- PH-S2700
- PH-K2700C
- PH-S3000V
- PH-K3000V 깔끔한 안테나폰
- PH-S3500 큐리텔 게임폰
- S4 200만 화소 광학줌 디카폰
- PH-L3500C
- PH-S4000 MP3 폰
- PH-L4000V 캠코더 폰
- PH-S5700
- PH-S6000
- PH-S6500 레포츠폰
- PH-S7000V (컴팩트 엔터테이너)
- PH-S8000T 폴더형 스마트폰

- PT-S100 / PT-K1000 디카룩 스위블 폰
- PT-S110 / PT-K1100 T슬라이드폰
- PT-L1100 슬라이드 TTS폰
- PT-S120 폰내비 슬라이드
- PT-K1200 스윙디자인 지문인식 슬라이드
- PT-S130 큐리텔 DMB 스위블 폴더
- PT-K1300 감각적 슬라이드폰
- PT-S140 / PT-K1400 / PT-L1400 (심플 스타일 폴더)
- PT-K1500 슬림 슬라이드폰
- PT-S160 / PT-K1600 (DMB폰)
- PT-S170 Pop Up 슬라이드
- PT-K1700 (입체음향 슬라이드)
- PT-K1800 / PT-L1800 (DMB 슬라이드)
- PT-L1900 (뮤직 슬라이드)
- PT-S200 (PMP 슬라이드폰)
- PT-S210 / PT-K2100 (컴팩트 슬라이드)
- PT-L2200 기분 Zone
- PT-K2300 블루투스 터치폰
- PT-K2700 스타일리시 슬림 슬라이드폰
- PT-S280 / PT-K2800 슬림 터치패드 폰
- P-U5000 논위피 영상 통화폰
- LT-1000 지상파DMB 통화폰